# (3785) Kitami
(3785) Kitami est un astéroïde de la ceinture principale.

## Description
(3785) Kitami est un astéroïde de la ceinture principale. Il fut découvert le 30 novembre 1986 à Geisei par Tsutomu Seki. Il présente une orbite caractérisée par un demi-grand axe de 3,23 UA, une excentricité de 0,17 et une inclinaison de 1,9° par rapport à l'écliptique.

## Compléments